# Сјеверно од сунца
„Сјеверно од сунца” је југословенски ТВ филм из 1976. године. Режирао га је Мухамед Мехмедовић а сценарио је написао Војо Бабић.

## Улоге
| Глумац              | Улога  |
| ------------------- | ------ |
| Олга Бабић          |        |
| Франка Баћић        |        |
| Нисвета Омербашић   |        |
| Хусеин Чокић        | Бранко |
| Слободан Ђурић      | Младен |
| Спасоје Антонијевић |        |
| Сања Бабић          |        |
| Радмила Ђурђевић    |        |
| Лука Гога           |        |
| Урош Крављача       |        |

Остале улоге  ▼
| Глумац                   | Улога |
| ------------------------ | ----- |
| Живомир Личанин          |       |
| Раде Међед               |       |
| Олга Михаиловић Латингер |       |
| Мухарем Мухаремагић      |       |
| Нада Пани                |       |
| Ратко Петковић           |       |
| Хранислав Рашић          |       |
| Влајко Шпаравало         |       |
| Миленко Видовић          |       |